# Frank Castorf
Frank Castorf, né le 17 juillet 1951 à Berlin-Est, est un metteur en scène allemand. Il a dirigé la Volksbühne am Rosa-Luxemburg-Platz de Berlin de 1992 à 2017.

## Biographie
De 1969 à 1970, Castorf suit les cours de la Deutsche Reichsbahn. Après avoir effectué son service militaire dans les douanes, il suit des cours d'études théâtrales de 1971 à 1976 auprès d'Ernst Schumacher, Rudolf Münz et Joachim Fiebach à l'université Humboldt de Berlin. Sa thèse de doctorat sur Ionesco (Grundlinien der 'Entwicklung' der weltanschaulich-ideologischen und künstlerisch-ästhetischen Positionen Ionescos zur Wirklichkeit) reçoit la mention très bien.
De 1976 à 1978, il est dramaturge au Bergarbeitertheater de Senftenberg. À la suite d'un blâme, il est envoyé au Stadttheater de la ville de Brandebourg. Là-bas, en 1984, sous la pression du SED local (le parti communiste de la RDA), sa mise en scène des Tambours dans la nuit (Trommeln in der Nacht) de Bertolt Brecht est suspendue. Après la représentation de sa mise en scène d'Une maison de poupée d'Ibsen, une procédure disciplinaire se solde par la fin de son contrat.
Par la suite, Castorf travaille pour le Schauspielhaus (de) de Karl-Marx-Stadt (aujourd'hui Chemnitz), le Neue Theater de Halle, la Volksbühne et le Deutsches Theater à Berlin.
À partir de 1989 ses mises en scène seront jouées dans toute l'Allemagne, notamment au Prinzregententheater et au Residenztheater de Munich ainsi qu'au Schauspielhaus de Hambourg. Il est intendant de la Volksbühne am Rosa-Luxemburg-Platz à Berlin-Mitte de 1992 à 2017.
En 1994, il reçoit le prix Fritz-Kortner et est élu membre de l'Académie des arts de Berlin. En 2000 il est récompensé avec le comédien Henry Hübchen par le prix du théâtre de Berlin de la Fondation Preußische Seehandlung ainsi que par une nomination au Nestroy-Theaterpreis. Il reçoit en 2002 le prix Schiller de la ville de Mannheim et en 2003 le prix de l'Institut international du théâtre (Preis des Internationalen Theaterinstituts) et le prix Friedrich-Luft du Berliner Morgenpost. La revue de théâtre Theater Heute élit Castorf metteur en scène de l'année en 2002 et 2003.
En 2004 Castorf devient directeur artistique de la Ruhrfestspiele de Recklinghausen. En raison de difficultés financières, son contrat ne dure qu'une saison. En 2013, il met en scène la Tétralogie de Richard Wagner au Festival de Bayreuth qui est accueilli par une huée de sifflets.

## Mises en scène
- 1993 : Alkestis, d'après Euripide -  Volksbühne Berlin
- 1995 : Die Stadt der Frauen, d'après La Cité des femmes de Federico Fellini - Volksbühne Berlin
- 1998 : Schmutzige Hände d'après Les Mains sales de Jean-Paul Sartre, Volksbühne Berlin (repris au Théâtre national de Chaillot en 2002)
- 2000 : Dämonen, d'après Fiodor Dostoïevski -  Volksbühne Berlin
- 2000 : Elementarteilchen, d'après Les Particules élémentaires de Michel Houellebecq - Volksbühne Berlin
- 2002 : Der Idiot, d'après Fiodor Dostoïevski -  Volksbühne Berlin
- 2002 : Die Meister und Margarita, d'après Mikhail Boulgakov - Volksbühne Berlin
- 2003 : Forever young, d'après Tennessee Williams - Volksbühne Berlin
- 2004 : Gier nach Gold, d'après Frank Norris - Volksbühne Berlin
- 2005 : Berlin Alexanderplatz, d'après Alfred Döblin - Volksbühne Berlin
- 2005 : Schul und Sühne, d'après Crime et Châtiment de Fiodor Dostoïevski -  Volksbühne Berlin
- 2007 : Nord, d'après L.F. Céline - Volksbühne Berlin
- 2008 : Kean ou Désordre et Génie Comédie en cinq actes par Alexandre Dumas et Die Hamletmaschine par Heiner Müller, Volksbühne Berlin (repris à l'Odéon-Théâtre de l'Europe en 2010)
- 2009 : Medea, d'après Sénèque  - Volksbühne Berlin
- 2010 : Nach Moskau ! Nach Moskau!, d'après Les Trois Sœurs et Les Paysans d'Anton Tchekhov, Volksbühne Berlin et Théâtre Nanterre-Amandiers
- 2011 : Der Spieler, d'après Le Joueur de Fiodor Dostoïevski - Volksbühne Berlin
- 2012 : Die Wirtin, d'après La Logeuse de Fiodor Dostoïevski - Volksbühne Berlin
- 2012 : Der Geizige d'après l'Avare de Molière - Volksbühne Berlin
- 2013 : La Tétralogie de Richard Wagner, Festival de Bayreuth
- 2013 : La Cousine Bette d'après Honoré de Balzac - Volksbühne Berlin
- 2014 : Kaputt d'après Curzio Malaparte - Volksbühne Berlin
- 2015 : Die Brüder Karamasow d'après Fiodor Dostoïevski -  Volksbühne Berlin (repris en France par la MC93 en 2016)
- 2017 : Faust, d'après J. W. von Goethe, Émile Zola, Paul Celan, à la Volksbühne Berlin
- 2018 : Ein grüner Junge, d'après L'Adolescent de Fiodor Dostoïevski - Schauspiel Köln
- 2019 : Bajazet - en considérant Le Théâtre et la peste d'après Racine/Artaud, au Théâtre de Vidy

## Récompenses et distinctions
- 2016 : Prix Nestroy de Théâtre pour l'ensemble de son œuvre